# Hamdi Harbaoui
Hamdi Harbaoui (arabe : حمدي الحرباوي), né le 5 janvier 1985 à Bizerte, est un footballeur international tunisien actif de 2003 à 2022.

## Biographie

### En club
Formé durant treize ans au sein du centre de formation de l'Espérance sportive de Tunis mais aussi par Bernard Casoni, il évolue pendant deux saisons pour la sélection senior du club tunisien. Il reçoit le titre de troisième meilleur buteur de la saison 2004-2005, malgré sa participation à la seule phase retour.
Il joue en 2008-2010 au poste d'attaquant au Royal Cercle sportif Visé en Belgique, où il porte le numéro 9. Durant la saison 2008-2009, il marque 26 buts sur 36 matchs. 
En 2010-2011, il termine meilleur buteur du championnat de Belgique de deuxième division avec l'Oud-Heverlee Louvain.
Le 24 mars 2012, il inscrit le seul but de la finale de la Coupe de Belgique et permet à son équipe du KSC Lokeren de remporter le trophée.
La saison 2013-2014 est la plus aboutie de sa carrière : il remporte la coupe de Belgique et termine cinquième du championnat national. Sur le plan personnel, il termine meilleur buteur du championnat belge, dixième meilleur buteur européen ainsi que meilleur buteur africain en Europe. Désirant quitter son club et découvrir de nouveaux horizons, sa destination rêvée est la Premier League, son nom étant aussi évoqué en Ligue 1, en Bundesliga et toujours en Jupiler Pro League, notamment via un intérêt du Standard de Liège. Il rejoint finalement le Qatar SC. En octobre 2015, alors qu'il a inscrit 22 buts en 25 matchs pour le compte du club, il rompt son contrat. Le 9 mai 2016, il signe pour trois ans avec l'Udinese Calcio.

### RSC Anderlecht
Le 29 août 2016, Hamdi Harbaoui signe en faveur du RSC Anderlecht pour une durée de deux ans, avec un an en option. Il rejoint, au cours du mercato d'hiver 2016, le club du Royal Charleroi Sporting Club pour une durée de six mois avant de revenir à Anderlecht pour la saison 2017-2018. Il marque son premier but de la saison le 16 septembre 2017 contre le KV Courtrai ; il marque ensuite contre SV Zulte Waregem puis à nouveau contre le KV Courtrai. Le 5 novembre, lors du duel au sommet contre le Club Bruges KV, il marque deux buts mais ils sont tous deux annulés à cause d'une position dehors-jeu ; le score final est de 0-0. En Ligue des champions de l'UEFA, Hamdi Harbaoui marque un but à la dernière minute du match crucial contre le Bayern Munich mais le but est également annulé et Anderlecht est éliminé du tournoi.

### SV Zulte Waregem
Hamdi Harbaoui, très peu utilisé par Hein Vanhaezebrouck, rejoint ensuite SV Zulte Waregem lors du mercato hivernal 2018. Pour son premier match, il double la mise contre le KV Malines et permet à son équipe de s'imposer 2-0. Lors du déplacement à Waasland-Beveren, il égalise avant de marquer un but dans les dernières minutes du match, mais ce dernier est annulé pour une position de hors-jeu.

### Al Arabi SC
Après avoir terminé en tête du classement des buteurs pendant deux saisons de suite, Hamdi Harbaoui s'engage avec le club qatari du Al-Arabi SC pour deux ans.

### En sélection
Le 27 mai 2012, il marque son premier but international lors d'un match amical contre le Rwanda.
Il fait partie des 23 joueurs appelés à représenter la Tunisie à la coupe d'Afrique des nations 2013. La Tunisie est éliminée dès le premier tour et, à la suite de cette élimination précoce, Harbaoui est furieux et déclare même regretté d'avoir participé à la compétition. Il pointe aussi du doigt l'incompétence de l'entraîneur Sami Trabelsi ainsi que l'indiscipline de certains joueurs qui veillent tardivement la veille des rencontres : « Les conditions ne sont pas bonnes. Le staff médical est zéro. Les entraînements sont catastrophiques, tennis ballon la soirée du match ! Il n'y a pas de discipline. L'équipe nationale on dirait une équipe de quartier ». Ses propos font polémique et l'éloignent de la sélection pendant plusieurs années.
Après avoir présenté des excuses pour ses propos, il est finalement autorisé en avril 2016 à réintégrer l'équipe nationale. À la suite de cela et de ses bonnes performances avec le KSC Lokeren, il est rappelé en sélection pour la cinquième journée des éliminatoires de la CAN 2017 face à Djibouti Lors de cette rencontre, le 3 juin, il marque le deuxième but tunisien et le match se termine par une victoire (3-0).

## Palmarès
- Champion de Tunisie en 2003, 2004, 2006
- Vainqueur de la Coupe de Tunisie en 2006 et 2007
- Vainqueur de la Coupe de Belgique en 2012 et 2014
- Champion de Belgique de deuxième division en 2011
- Finaliste de la Supercoupe de Belgique en 2012 et 2014
- Champion de Belgique en 2017

## Distinctions personnelles
- Meilleur buteur du championnat de Belgique de D3 : 2010 (20 buts inscrits)
- Meilleur buteur du championnat de Belgique de deuxième division : 2011 (25 buts inscrits)
- Meilleur buteur du championnat de Belgique de D1 : 2014 (22 buts inscrits), 2018 (22 buts inscrits), 2019 (25 buts inscrits)
- Vainqueur du Lion belge : 2013 et 2014[11]